# 超對稱破缺
超對稱破缺（supersymmetry breaking）是在粒子物理學中為了滿足精確實驗的超對稱所必需的一個理論程序，以從超對稱理論觀看外觀上非超對稱的物理。這是自發對稱破缺的例子。在超引力，這個結果對應於稍加修飾後成為使重力微子帶有質量的希格斯機制。
超對稱破缺發生在超對稱破缺尺度。超伴子（超對稱性粒子）應該和其對應的常規粒子有相同的質量；若缺乏超對稱破缺，它的質量就會變得更重。
理論上，粒子加速器模擬宇宙大爆炸時的高能，才有可能發現超對稱粒子例如重力微子。